# Вольный общник
Вольный общник (от церковнославянского «общник» — сообщник, участник) — член добровольного общества в Российской империи.

## История
Императорская академия художеств присуждала звание «почётный вольный общник» в XVIII и XIX веках за выдающиеся заслуги в области искусства художникам, скульпторам, архитекторам и гравёрам, историкам и теоретикам искусства, художественным критикам и коллекционерам, как российским, так и зарубежным. Среди почётных вольных общников были: Б. Ф. Растрелли, К. И. Росси, К. П. Брюллов, В. В. Стасов, Ф. Крюгер.
Устав Академии разрабатывался по образу французской Королевской Академии живописи и скульптуры и с самого начала включал возможность почётного членства (в 1764 году устав предусматривал 12 почётных членов и ещё 12 «Любителей Художеств» из «знатнейших особ». Почти сразу возникла необходимость привлечь в академию русских и иностранных художников, в том числе без формального художественного образования. 21 декабря 1766 группа академиков направила Екатерине II «всеподданнейший доклад», в котором попросила иметь категорию вольных общников, которым следовало «в собраниях иметь места ниже почётных членов». Согласие императрицы было получено; число общников никогда не ограничивалось — хотя формально это было закреплено лишь в 1830 году в «Прибавлении к установлениям Императорской Академии художеств». За время существования Академии звание носили более 400 человек. В реформированном Уставе 1893 года звание отсутствовало, были введены звания действительного члена и члена-сотрудника.
Русские художники удостаивались звания в тех случаях, когда, при замеченных Академией заслугах, формальные причины препятствовали получению звания профессора или академика; особенно важным звание общника являлось для историков искусства, деятелей художественного образования, инженеров-строителей, для которых «своих» академических званий попросту не было. Зарубежные художники отбирались из числа уже получивших известность и как-либо связанных с русским искусством (например, через помощь пенсионерам Академии художеств). В XVIII веке недостаток информации о художественном мире заставлял пополнять число общников иностранцами через предоставление «квот» зарубежным академиям, которые заполняли их по своему усмотрению. Представление на звание общника могло поступить как изнутри Академии (от президента или ректоров), так и от царствующей особы; представления обсуждались на Академическом совете. Неформальность процесса привела к неоднородности общников: среди их имён можно встретить как знаменитостей, так и художников, забытых даже специалистами. Некоторые художники избегали становиться почётными вольными общниками, так как получение этого звания обычно закрывало стандартные возможности продвижения по карьерной лестнице: звания классного художника, академика, профессора академии (не давало «никаких прав, кроме права надевать профессорский мундир», по выражению Ф. А. Васильева).
Выражение также использовалось в качестве названия членов добровольных пожарных бригад («вольный пожарный общник»).